# Teluk Pulai Luar
Teluk Pulai Luar is een bestuurslaag in het regentschap Labuhan Batu Utara van de provincie Noord-Sumatra, Indonesië. Teluk Pulai Luar telt 2040 inwoners (volkstelling 2010).